# Pêche au filet dérivant

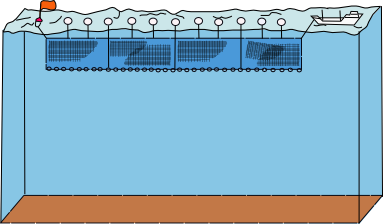
Pêche au filet dérivant

La pêche au filet dérivant est une technique de pêche où les filets de pêche, appelés « filets dérivants », sont suspendus verticalement dans la colonne d'eau sans être ancrés au fond en étant gardé à l'état vertical par des flotteurs attachés à une corde le long du haut des filets et par des poids attaché le long d'une corde au bas des filets.

## Impact environnemental
L'impact environnemental que peuvent engendrer les filets dérivants, est qu'ils ne ciblent pas une espèce particulière. Ainsi, lors de leur relève, plusieurs autres animaux peuvent s'être faits prendre dans ces lignes, ce qui est appelé les prises accessoires (by-catch en anglais). Cela peut présenter un danger, surtout concernant les populations menacées d'extinction. 